# مسابقات قهرمانی کشتی زیر ۲۳ سال جهان
مسابقات قهرمانی کشتی زیر ۲۳ سال جهان (به انگلیسی: World U23 Wrestling Championships) رقابت سالیانه در ورزش کشتی است که توسط اتحادیه جهانی کشتی برای تعیین بهترین کشتی‌گیران جهان در رده سنی زیر ۲۳ سال در دسته‌های وزنی مختلف برگزار می‌شود. این مسابقات در سه بخش قهرمانی کشتی زیر ۲۳ سال فرنگی مردان جهان، قهرمانی کشتی زیر ۲۳ سال آزاد مردان جهان و قهرمانی کشتی زیر ۲۳ سال آزاد زنان جهان برگزار می‌شود.

## مسابقات
| سال  | زمان               | شهر و کشور میزبان | تیم قهرمان                          | تیم قهرمان                          | تیم قهرمان                          |
| سال  | زمان               | شهر و کشور میزبان | آزاد مردان                          | فرنگی مردان                         | آزاد زنان                           |
| ---- | ------------------ | ----------------- | ----------------------------------- | ----------------------------------- | ----------------------------------- |
| ۲۰۱۷ | نوامبر ۲۱–۲۶       | بیدگوشچ، لهستان   | روسیه                               | گرجستان                             | ژاپن                                |
| ۲۰۱۸ | نوامبر ۱۲-۱۸       | بخارست، رومانی    | روسیه                               | گرجستان                             | ژاپن                                |
| ۲۰۱۹ | اکتبر ۲۸- نوامبر ۳ | بوداپست، مجارستان | روسیه                               | ایران                               | ژاپن                                |
| ۲۰۲۰ | نوامبر ۲۳–۲۹       | تامپره، فنلاند    | بدلیل دنیاگیری کووید-۱۹ برگزار نشد. | بدلیل دنیاگیری کووید-۱۹ برگزار نشد. | بدلیل دنیاگیری کووید-۱۹ برگزار نشد. |
| ۲۰۲۱ | نوامبر ۱-۷         | بلگراد, صربستان   | روسیه                               | روسیه                               | اوکراین                             |
| ۲۰۲۲ | اکتبر ۱۷-۲۳        | پنتبدرا, اسپانیا  | گرجستان                             | ایران                               | ژاپن                                |
| ۲۰۲۳ | اکتبر ۲۳-۲۹        | تامپره، فنلاند    | ایالات متحده آمریکا                 | ترکیه                               | ژاپن                                |
| ۲۰۲۴ | اکتبر ۲۱-۲۷        | تیرانا، آلبانی    | ایران                               | ایران                               | ایالات متحده آمریکا                 |

## مدال‌ها بر پایه کشور
آخرین بروزرسانی بعد از مسابقات قهرمانی کشتی زیر ۲۳ سال جهان ۲۰۲۴.
| رتبه            | کشور                 | طلا | نقره | برنز | مجموع |
| --------------- | -------------------- | --- | ---- | ---- | ----- |
| ۱               | ژاپن                 | ۴۱  | ۱۴   | ۲۴   | ۷۹    |
| ۲               | ایران                | ۲۳  | ۹    | ۳۵   | ۶۷    |
| ۳               | روسیه                | ۱۸  | ۲۳   | ۲۵   | ۶۶    |
| ۴               | گرجستان              | ۱۶  | ۱۲   | ۲۰   | ۴۸    |
| –               | ورزشکاران مجاز بی‌طرف | ۱۶  | ۹    | ۱۹   | ۴۴    |
| ۵               | ایالات متحده آمریکا  | ۱۳  | ۱۴   | ۱۴   | ۴۱    |
| ۶               | ترکیه                | ۱۱  | ۱۱   | ۳۳   | ۵۵    |
| ۷               | اوکراین              | ۸   | ۱۰   | ۴۲   | ۶۰    |
| ۸               | آذربایجان            | ۷   | ۱۹   | ۲۵   | ۵۱    |
| ۹               | مولدووا              | ۷   | ۸    | ۱۱   | ۲۶    |
| ۱۰              | ارمنستان             | ۶   | ۵    | ۱۰   | ۲۱    |
| ۱۱              | قرقیزستان            | ۴   | ۵    | ۹    | ۱۸    |
| ۱۲              | مجارستان             | ۴   | ۳    | ۷    | ۱۴    |
| ۱۳              | کوبا                 | ۴   | ۱    | ۳    | ۸     |
| ۱۴              | چین                  | ۳   | ۷    | ۸    | ۱۸    |
| ۱۵              | هند                  | ۲   | ۱۰   | ۱۴   | ۲۶    |
| ۱۶              | قزاقستان             | ۲   | ۶    | ۱۷   | ۲۵    |
| ۱۷              | کانادا               | ۲   | ۴    | ۵    | ۱۱    |
| ۱۸              | فرانسه               | ۲   | ۲    | ۲    | ۶     |
| ۱۹              | مصر                  | ۲   | ۰    | ۳    | ۵     |
| ۲۰              | نروژ                 | ۲   | ۰    | ۰    | ۲     |
| ۲۱              | رومانی               | ۱   | ۳    | ۹    | ۱۳    |
| ۲۲              | لهستان               | ۱   | ۳    | ۷    | ۱۱    |
| ۲۳              | اتحادیه جهانی کشتی   | ۱   | ۲    | ۶    | ۹     |
| ۲۴              | آلمان                | ۱   | ۱    | ۱۰   | ۱۲    |
| ۲۵              | فنلاند               | ۱   | ۱    | ۲    | ۴     |
| ۲۶              | یونان                | ۱   | ۱    | ۱    | ۳     |
| ۲۷              | اسلواکی              | ۱   | ۱    | ۰    | ۲     |
| ۲۷              | اکوادور              | ۱   | ۱    | ۰    | ۲     |
| ۲۷              | کلمبیا               | ۱   | ۱    | ۰    | ۲     |
| ۳۰              | سوئد                 | ۱   | ۰    | ۵    | ۶     |
| ۳۱              | ازبکستان             | ۱   | ۰    | ۰    | ۱     |
| ۳۲              | کرواسی               | ۰   | ۵    | ۱    | ۶     |
| ۳۳              | بلاروس               | ۰   | ۴    | ۷    | ۱۱    |
| ۳۴              | مغولستان             | ۰   | ۲    | ۱۳   | ۱۵    |
| ۳۵              | بلغارستان            | ۰   | ۲    | ۱    | ۳     |
| ۳۶              | اتریش                | ۰   | ۱    | ۱    | ۲     |
| ۳۶              | هلند                 | ۰   | ۱    | ۱    | ۲     |
| ۳۸              | دانمارک              | ۰   | ۱    | ۰    | ۱     |
| ۳۸              | سوئیس                | ۰   | ۱    | ۰    | ۱     |
| ۳۸              | مکزیک                | ۰   | ۱    | ۰    | ۱     |
| ۴۱              | ایتالیا              | ۰   | ۰    | ۳    | ۳     |
| ۴۱              | لیتوانی              | ۰   | ۰    | ۳    | ۳     |
| ۴۳              | اسرائیل              | ۰   | ۰    | ۲    | ۲     |
| ۴۳              | لتونی                | ۰   | ۰    | ۲    | ۲     |
| ۴۳              | نیجریه               | ۰   | ۰    | ۲    | ۲     |
| ۴۶              | تایوان               | ۰   | ۰    | ۱    | ۱     |
| ۴۶              | ترکمنستان            | ۰   | ۰    | ۱    | ۱     |
| ۴۶              | تونس                 | ۰   | ۰    | ۱    | ۱     |
| ۴۶              | صربستان              | ۰   | ۰    | ۱    | ۱     |
| ۴۶              | ونزوئلا              | ۰   | ۰    | ۱    | ۱     |
| ۴۶              | چک                   | ۰   | ۰    | ۱    | ۱     |
| مجموع (۵۱ کشور) | مجموع (۵۱ کشور)      | ۲۰۴ | ۲۰۴  | ۴۰۸  | ۸۱۶   |

## نکته ها
1. ↑  در نتیجه تحریم های اعمال شده در پی حمله روسیه به اوکراین در سال ۲۰۲۲، کشتی گیران روسیه و بلاروس استفاده از نام، پرچم یا سرود روسیه یا بلاروس را نداشتند. آنها طبق تصمیم IOC به عنوان ورزشکاران خنثی انفرادی ( به فرانسوی Athlètes Individuels Neutres ) که توسط UWW اجرا شد، شرکت کردند. اصلاً هیچ پرچمی برای این هیئت استفاده نشد. UWW مدال های کسب شده توسط این کشتی گیران را در جدول رسمی مدال ها درنظر نمی گیرد، نتایج آنها در رده بندی تیمی محاسبه نشده است.
2. ↑  در نتیجه تحریم‌هایی که کشتی‌های جهانی بر فدراسیون کشتی هند به دلیل عدم برگزاری انتخابات در زمان مقرر اعمال کرد، کشتی‌گیران هندی اجازه استفاده از نام، پرچم یا سرود هند را نداشتند. آنها در عوض با نام و پرچم اتحادیه جهانی کشتی (UWW) شرکت کردند.